# Eubranchipus grubii
Eubranchipus grubii  (лат.) — вид жаброногих ракообразных, обитающий, главным образом, в пересыхающих водоёмах равнинной части Центральной, Восточной и Северной Европы. Благодаря своей своеобразной внешности и способности выживать в течение многих лет в стадии цисты и появляться только при наличии благоприятных условий, вид часто называют «примитивными раками», как и артемий (Artemia salina), и содержат в аквариуме.
Eubranchipus grubii имеет одиннадцать пар листовидных ножек, поддерживаемых главным образом внутренним давлением жидкости организма и в меньшей степени экзоскелетом из хитина. Эти листовидные конечности служат не только для движения, но и для дыхания. Между конечностями проходит пищеварительный тракт.
Окраска тела от оранжевого до красновато-коричневого цвета и может иметь зеленоватый или голубой оттенки на сочленениях и на границах сегментов. Пара чёрных фасеточных глаз, сидячих на стебельках, расположена по бокам головы.
Оба пола имеют две пары антенн. В паре I они нитевидные, относительно короткие. Вторая пара антенн имеет разную форму у самцов и самок. Взрослых самок можно определить по расположенному на брюшной стороне выводковому мешку, наполненному яйцами. Раздвоенная фурка на конце хвоста у самок прозрачно-светлая.
В начале весны, часто уже в январе или феврале под льдом водоёмов, из цист появляются науплиусы, которые могут выжить в сухие и холодные периоды. В зависимости от уровня воды, время вылупления может продолжаться до мая. Науплиусы быстро растут и за 40 линек за одну-две недели могут достичь половой зрелости. Незадолго до и во время спаривания, самцы удерживают самок своими антеннами. После спаривания яйца развиваются в выводковом мешочке на брюшке у самок. Они оседают на дно водоёма и могут пережить в субстрате засушливый период в течение нескольких лет. Во время паводков вырастает новое поколение. Паводковые воды разносят яйца в другие места речной системы, часто они переносятся в другие водоёмы при помощи водоплавающих птиц.
Весной жаброноги плавают в открытых водоёмах брюшной стороной кверху. Они фильтруют воду своими конечностями, питаясь планктоном и частицами детрита. С понижением уровня воды и повышением её температуры и, как следствие этого, уменьшением концентрации кислорода, взрослые животные погибают.